# Constanze Geiger
Constanze Therese Adelaide Geiger, Freifrau von Ruttenstein (16 d'octubre de 1835 - 24 d'agost de 1890) va ser una pianista, actriu de teatre, compositora i cantant austríaca.

## Biografia
Geiger era filla del compositor Joseph Geiger i la fabricant/modista de barrets de la cort Theresia Geiger (nascuda Ržiha, 1804–1865). Els seus pares van fomentar el seu talent musical, i el seu pare va ser el seu primer professor de piano. Va continuar les classes de piano amb Johann Wenzel Tomaschek (1774–1850) i també amb Simon Sechter. (1788–1850). Sechter també li va donar lliçons de composició i contrapunt.
Geiger va debutar en públic com a pianista de concert amb només sis anys. Va interpretar les seves pròpies composicions en públic per primera vegada als vuit anys. L'abril de 1845, va tenir lloc a la Pfarrkirche Rennweg am Katschberg la primera interpretació pública d'una de les seves composicions, Preghiera für Militärmusik, per part d'altres músics a part d'ella. Va fer el seu debut teatral l'any 1852 al Friedrich-Wilhelm-Städtische Theatre, on a més d'actuar, va ser la pianista de les seves pròpies composicions.
Geiger va començar una relació amb el príncep Leopold de Sajonia-Coburg i Gotha, després que els dos es coneguessin a l'hostal Zum Goldenen Lamm. El 12 d'octubre de 1860 va donar a llum el seu únic fill, Franz Assis Leopold Joseph (12 d'octubre de 1860 - 29 d'agost de 1899). El 23 d'abril de 1862, ella i el príncep Leopold es van casar, la qual cosa va donar lloc a la seva elevació al Freiherrenstand com a resultat d'aquest matrimoni morganàtic, tot i això, el seu fill Franz va ser exclòs de la línia de successió de Saxe-Coburg en paral·lel. Després del matrimoni, Geiger es va retirar completament dels escenaris i es va establir amb la seva família al Castell de Radmeric. Tot i això, les seves composicions de música de cambra i música religiosa encara es continuaven interpretant. Després de la mort del seu marit, l'any 1884, es va traslladar a París. Geiger va morir el 24 d'agost de 1890 a Dieppe, Normandia. Va ser enterrada al cementiri de Montmartre, París.
Raimund Lissy ha escrit una biografia de Geiger, "Es liegt ein eigener Zauber in diesem Wunderkinde!" Constanze Geiger – Komponistin, Pianistin, Schauspielerin aus Wien, publicada el 2024. El desembre de 2024, l'⁣Orquestra Filharmònica de Viena va programar Fernandus-Walzer de Geiger per a les seves actuacions anuals Voraufführung Neujahrskonzert i Silvesterkonzert, com a part de la seva sèrie d'actuacions del Concert d'Any Nou de Viena, que va culminar amb el concert de l'1 de gener de 2025. Geiger és la primera dona compositora que ha aparegut al Neujahrskonzert de l'Orquestra Filharmònica de Viena.

## Composicions seleccionades[2]
- 4 Valses, op. 3 (1845)
- Preghiera[1]
- Ave Maria (1846)[1]
- Duettino (per a tenor i baix)[1]
- Frühlings-Träume Walzer, op. 8 (1847)
- Abschieds-Walzer, op. 9 (1848)
- Ferdinandus-Walzer (1848)
- Das Fuchslied als Trauermarsch (1849)
- Radetzky Marsch, op. 14, núm. 1
- Sehnsucht (Romanze), op. 15 (1850)
- Carlsklänge (Walzer)
- Franz Joseph-Marsch, op. 19 (1852)
- Ein Volkswalzer, op. 22a
- Nandl-Polka, op. 22b (1852)
- Elisabethen-Vermählungsmarsch (1854)[3]
- Lanckoronsky-Marsch, op. 24
- Polca xinesa, op. 26
- Unbefriedigte Sehnsucht (Nocturn), op. 27 (1856)
- Herzklopfer-Walzer, op. 29 (1856)
- 'Kennst du meine Leiden? ' (Nocturn), op. 30 (1856)
- 3 Nocturns (1859)
- Kaiser-Einzugs-Marsch (1862)
- Offertori (1873)[1]